# Liste der Kulturdenkmäler in Hopfgarten (Schwalmtal)
Die folgende Liste enthält die in der Denkmaltopographie ausgewiesenen Kulturdenkmäler auf dem Gebiet des Ortsteils Hopfgarten der Gemeinde Schwalmtal, Vogelsbergkreis, Hessen.
Hinweis: Die Reihenfolge der Denkmäler in dieser Liste orientiert sich an der Anschrift, alternativ ist sie auch nach der Bezeichnung, der vom Landesamt für Denkmalpflege vergebenen Nummer oder der Bauzeit sortierbar.
Kulturdenkmäler werden fortlaufend im Denkmalverzeichnis des Landes Hessen durch das Landesamt für Denkmalpflege Hessen auf Basis des Hessischen Denkmalschutzgesetzes (HDSchG) geführt. Die Schutzwürdigkeit eines Kulturdenkmals hängt nicht von der Eintragung in das Denkmalverzeichnis des Landes Hessen oder der Veröffentlichung in der Denkmaltopographie ab.

Die bisher bekannten Bau- und Kunstdenkmäler hat das Landesamt für Denkmalpflege Hessen in sogenannten Arbeitslisten erfasst. Den Arbeitslisten liegen Erkenntnisse aus Akten, Ortsbegehungen und Denkmalinventaren, jedoch keine neuere systematische Forschung, zugrunde. Die Benehmensherstellung mit der Gemeinde gemäß § 11 Abs. 1 HDSchG ist noch nicht erfolgt.
Das Vorhandensein oder Fehlen eines Objekts in dieser Liste ist keine rechtsverbindliche Auskunft darüber, ob es Kulturdenkmal ist oder nicht: Diese Liste entspricht möglicherweise nicht dem aktuellen Stand der offiziellen Denkmaltopographie. Diese ist für Hessen in den entsprechenden Bänden der Denkmaltopographie Bundesrepublik Deutschland und im Internet unter DenkXweb – Kulturdenkmäler in Hessen einsehbar. Auch diese Quellen sind, obwohl sie durch das Landesamt für Denkmalpflege Hessen aktualisiert werden, nicht immer aktuell, da es im Denkmalbestand immer wieder Änderungen gibt.
Eine verbindliche Auskunft erteilt allein das Landesamt für Denkmalpflege Hessen.
Nutze diese Kartenansicht, um Koordinaten in der Liste zu setzen. In dieser Kartenansicht sind Kulturdenkmale ohne Koordinaten mit einem roten bzw. orangen Marker dargestellt und können in der Karte gesetzt werden. Kulturdenkmale ohne Bild sind mit einem blauen bzw. roten Marker gekennzeichnet, Kulturdenkmale mit Bild mit einem grünen bzw. orangen Marker.
| Bild                | Bezeichnung                              | Lage                                                                           | Beschreibung | Bauzeit | Objekt-Nr. |
| ------------------- | ---------------------------------------- | ------------------------------------------------------------------------------ | ------------ | ------- | ---------- |
| Bild gesucht BW     |                                          | Altenburger Weg 3 (durch Bebauungsänderung Nr. 2) LageFlur: 2, Flurstück: 38/1 |              |         | 938863     |
| Bild gesucht BW     |                                          | Altenburger Weg 6 LageFlur: 1, Flurstück: 111/1                                |              |         | 938868 DDB |
| Bild gesucht BW     |                                          | Altenburger Weg 7 LageFlur: 2, Flurstück: 42/4                                 |              |         | 813798 DDB |
| Altenburger Weg 10  |                                          | Altenburger Weg 10 LageFlur: 1, Flurstück: 115/1                               |              |         | 813799 DDB |
| Bild gesucht BW     | Gefallenendenkmal                        | Am Opferrain LageFlur: 1, Flurstück: 61                                        |              |         | 813911 DDB |
| Bild gesucht BW     | Forstgartenhaus                          | Im Himmerlich LageFlur: 10, Flurstück: 3/1                                     |              |         | 814173 DDB |
| Bild gesucht BW     |                                          | Im Schwalmgrund 2 LageFlur: 1, Flurstück: 7/4                                  |              |         | 813118 DDB |
| Im Schwalmgrund 6   |                                          | Im Schwalmgrund 6 LageFlur: 1, Flurstück: 4/3                                  |              |         | 813108 DDB |
| Bild gesucht BW     | Ehemaliger Pfarrhof und Konfirmandensaal | Im Schwalmgrund 11 LageFlur: 2, Flurstück: 29/1                                |              |         | 813803 DDB |
| Bild gesucht BW     |                                          | Im Schwalmgrund 16 LageFlur: 2, Flurstück: 36/1                                |              |         | 813075 DDB |
| Bild gesucht BW     |                                          | Im Schwalmgrund 20 LageFlur: 2, Flurstück: 32                                  |              |         | 938870 DDB |
| Bild gesucht BW     | Ehemalige Mühle                          | Im Schwalmgrund 30 LageFlur: 5, Flurstück: 44/2                                |              |         | 938871 DDB |
| Bild gesucht BW     |                                          | Kirchweg 7 LageFlur: 1, Flurstück: 15/1                                        |              |         | 938872 DDB |
| Bild gesucht BW     | Backhaus im Oberdorf                     | Kirchweg 11 LageFlur: 1, Flurstück: 31                                         |              |         | 813119 DDB |
| Kirchweg 13         |                                          | Kirchweg 13 LageFlur: 1, Flurstück: 33/1                                       |              |         | 813819 DDB |
| Bild gesucht BW     |                                          | Kirchweg 17 LageFlur: 1, Flurstück: 69                                         |              |         | 813104 DDB |
| Evangelische Kirche | Evangelische Kirche und Kirchhof         | Kirchweg 18/19 LageFlur: 1, Flurstück: 58/1, 58/2                              |              |         | 813714 DDB |
| Bild gesucht BW     |                                          | Melchiorsgrund 1 LageFlur: 13, Flurstück: 5                                    |              |         | 813670 DDB |
| Bild gesucht BW     |                                          | Melchiorsgrund 2 LageFlur: 13, Flurstück: 6                                    |              |         | 814174 DDB |
| Bild gesucht BW     | Ehemalige Schule                         | Unter-Sorger Straße 6 LageFlur: 2, Flurstück: 18/3                             |              |         | 813105 DDB |
| Bild gesucht BW     | Ehemaliges Forsthaus                     | Unter-Sorger Straße 7 LageFlur: 1, Flurstück: 103/3                            |              |         | 938873 DDB |